# Brochów (village)
Pour les articles homonymes, voir Brochów.
Brochów [ˈbrɔxuf] est un village polonais de la gmina de Brochów dans le powiat de Sochaczew dans la voïvodie de Mazovie.
Il est le siège administratif de la gmina de Brochów et comptait environ 400 habitants en 2006.

## Historique
C'est dans l'église de Brochów (Église de Saint-Roch et Jean-Baptiste) que Mikołaj Chopin et Justyna Krzyżanowska, les parents de futur compositeur Frédéric Chopin, se sont mariés le 2 juin 1806. Frédéric a été baptisé le 23 avril 1810.
Au cours de l'invasion de la Pologne dans la Seconde Guerre mondiale, le 15 septembre 1939, Brochów a été le site d'une charge de cavalerie efficace contre l'infanterie allemande par le 17e régiment de Uhlans Wielkopolska (17 Pułk Ułanów Wielkopolskich).